# Baga de Ca l'Antoja

La Baga de Ca l'Antoja, respecte del terme de Castellcir

La Baga de Ca l'Antoja és una obaga del terme municipal de Castellcir, al Moianès.
Està situada a la zona central-oriental del terme, al sud-est de la masia de Ca l'Antoja. Constitueix tot el vessant nord-oest de la Serra de Roca-sitjana, a l'esquerra de la Riera de Castellcir.